# Karabin TKB-517
TKB-517 (ros. Тульское Конструкторское Бюро 517, ТКБ-517) – radziecki karabin szturmowy skonstruowany w połowie lat 50. XX wieku przez Germana Korobowa.

## Historia
Po odrzuceniu w 1947 roku przez Armię Czerwoną karabinu TKB-408 Korobow kontynuował pracę nad tego rodzaju bronią. Efektem tych prac była seria karabinów zbudowanych zarówno w układzie bullpup, jak i klasycznym. Pod koniec lat 40. Korobow postanowił zmienić zasadę działania automatyki swoich karabinów z odprowadzania gazów prochowych przez boczny otwór lufy na odrzut zamka półswobodnego. W efekcie powstała seria prototypów oznaczonych jako TKB-454 działających na zasadzie odrzutu zamka półswobodnego hamowanego ciśnieniem gazów prochowych. Karabiny TKB-454 były bronią celna, ale miały niewystarczającą niezawodność. W 1952 roku Korobow skonstruował karabin TKB-517 z dwuczęściowym zamkiem półswobodnym. Obie części zamka były połączone dźwignią. Było to rozwiązanie wzorowane na zastosowanym przez Paula Kiraly'ego w pistolecie maszynowym Danuvia 39M.
W połowie lat 50. Armia Radziecka rozpoczęła poszukiwania następcy karabinu AK. Korobow wystawił do konkursu TKB-517 który okazał się celniejszy niż proponowany przez Michaiła Kałasznikowa AKM, był także od niego lżejszy i łatwiejszy w produkcji. Uznano jednak że przewaga TKB-517 nad AKM nie jest tak duża aby uzasadniała wprowadzenie do uzbrojenia broni o konstrukcji całkowicie odmiennej od AK i do produkcji skierowano AKM.

## Opis
TKB-517 był bronią samoczynno-samopowtarzalną. Automatyka broni działa na zasadzie odrzutu zamka półswobodnego. Komora zamkowa tłoczona z blachy stalowej. Rękojeść przeładowania po prawej stronie broni. Mechanizm spustowy z przełącznikiem rodzaju ognia. Skrzydełko przełącznika rodzaju ognia po lewej stronie komory zamkowej, nad chwytem pistoletowym, pełni także rolę skrzydełka bezpiecznika. Magazynek łukowy, o pojemności 30 naboi, identyczny jak w AK. Kolba i łoże drewniane.